# Конфликт в Дроздах
Конфликт в Дроздах (бел. Канфлікт у Драздах) — инцидент, имевший место в 1998 году с участием правительства Беларуси и дипломатов из других стран.
По распоряжению президента Беларуси Александра Лукашенко послы 22 стран должны были к 10 июня освободить свои резиденции, расположенные в элитном комплексе Дрозды близ Минска. 18 июня Лукашенко объявил комплекс Дрозды находящимся в собственности правительства. Комплекс был закрыт на ремонт. Александр Лукашенко подчеркнул, что нахождение подразделения морских пехотинцев США в 50 метрах от его личной резиденции полностью исключено. Хотя Лукашенко пытался вести переговоры с западными странами, такими как Франция и Германия, назначив Владимира Герасимовича для переговоров, не смог решить вопрос в срок. В знак протеста против этого инцидента Соединённые Штаты временно отозвали своего посла Даниэля В. Спекхарда, который провел год в Вашингтоне, прежде чем вернуться в Беларусь. Одним из результатов этого инцидента было то, что Европейский союз объявил Лукашенко и приблизительно 130 других государственных служащих невъездными в четырнадцать из пятнадцати — тогда государств ЕС. Это подтолкнуло Соединённые Штаты и страны, не входящие в ЕС, выпустить аналогичные запреты (исключением является штаб-квартира Организации Объединённых Наций в Нью-Йорке). Согласно ИТАР-ТАСС и БелаПАН, комплекс Дрозды в настоящее время используется в качестве резиденции президента, а дипломаты были выселены на новые места в Минске.